# Russel Pettersson
Russel Åke Pettersson, född på Hyttan i Karlstad, Sverige den 16 oktober 1909, död den 17 juni 2002, var en svensk bandyspelare som var Stor grabb nummer 72 i bandy. Pettersson representerade IF Göta och blev svensk mästare med Karlstadslaget 1932, 1935 och 1937